# Districtul Librazhd

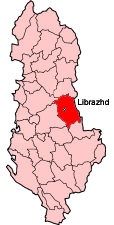
Districtul Librazhd în Albania

Librazhd este un district în Albania.
1. 1 2  GeoNames